# Nutzungseinheit
Der Begriff Nutzungseinheit stammt aus dem deutschen Baurecht. Er beschreibt einen in sich abgeschlossenen Bereich in einem Gebäude. Als Beispiele werden in der Musterbauordnung "Wohnungen, Praxen, selbstständige Betriebsstätten" genannt. Diese Beispiele sind nicht in allen Landesbauordnungen genannt.
Die Anzahl der Nutzungseinheiten hat Einfluss auf die Einordnung der Gebäudeklasse. Die Fläche einer Nutzungseinheit wird als Bruttogrundfläche gemessen. Gemeinsame Trennwände werde dabei vollständig zu jeder Nutzungseinheit gerechnet.

## Teilnutzungseinheit
Der Begriff Teilnutzungseinheit wird häufiger verwendet, ist aber kein baurechtlicher Begriff. Er ist entstanden aus §36 der MBO, in welchem „Teile größerer Nutzungseinheiten“ angesprochen werden.